# (3363) Bowen
(3363) Bowen ist ein Hauptgürtelasteroid. Er wurde am 6. März 1960 am Goethe-Link-Observatorium bei Brooklyn (Indiana) (IAU-Code 760) im Rahmen des Indiana Asteroid Program der Indiana University entdeckt.
Er wurde Ira S. Bowen, einem amerikanischen Astronom und Astrophysiker, zu Ehren benannt.
Bowen bewegt sich zwischen 2,492 (Perihel) und 3,058  astronomischen Einheiten (Aphel) auf einer elliptischen Umlaufbahn um die Sonne. Die Bahn ist mit 3,3° gering gegen die Ekliptik geneigt, die Bahnexzentrizität beträgt 0,102.